# Nomada wisconsinensis
Nomada wisconsinensis là một loài Hymenoptera trong họ Apidae. Loài này được Graenicher mô tả khoa học năm 1911.